# Lewisham
Lewisham (/ˈluːɪʃəm/) es una área del sureste de Londres, Inglaterra, 9.5 km al sur de Charing Cross. Es el área principal del Borough de Lewisham, y está también dentro del condado histórico de Kent. Está identificado en el Plan de Londres como uno de los 35 centros principales del Gran Londres. Lewisham tenía una población de 60,573 en 2011.
Lewisham era un pueblo pequeño hasta la llegada de los ferrocarriles de pasajeros en el siglo XIX.